# Bolton South East
Pour les articles homonymes, voir Bolton.

Bolton South East dans le Grand Manchester.

La circonscription de Bolton South East est une circonscription électorale anglaise située dans le Grand Manchester et représentée à la Chambre des communes du Parlement britannique.